# تشاونسي أبوت
تشاونسي أبوت هو محامي وسياسي أمريكي، ولد في 16 سبتمبر 1815 في كورنول في الولايات المتحدة، وتوفي في 30 يناير 1872. نشط حزبياً في حزب اليمين. وقد انتخب عضو جمعية ولاية ويسكونسن ‏.